# Ryszard III (film 1995)
Ryszard III – dramat z 1995 w reżyserii Richarda Loncraine’a, z Ianem McKellenem w roli tytułowej.
Film jest uwspółcześnioną adaptacją dzieła Williama Shakespeare’a o tym samym tytule. Akcja sztuki została przeniesiona do Wielkiej Brytanii lat 30. XX wieku. Jest to jednak rzeczywistość mocno umowna. Ryszard III i jego wojsko są ubrani w mundury przypominające umundurowanie SS, a Ian McKellen został ucharakteryzowany na Adolfa Hitlera. W zamachu stanu i wojnie domowej udział biorą oddziały pancerne oraz lotnictwo. Słynny zwrot Konia! Konia! Królestwo za konia! Ryszard wygłasza siedząc za kierownicą jeepa, a w ostatniej scenie ginie w wielkim wybuchu.

## Obsada
- Ryszard III – Ian McKellen
- Edward IV – John Wood
- Królowa Elżbieta – Annette Bening
- Książę Buckingham – Jim Broadbent
- Lord Hastings – Jim Carter
- Lord Rivers – Robert Downey Jr.
- Książę Clarence – Nigel Hawthorne
- Lady Anna – Kristin Scott Thomas
- Księżna Yorku – Maggie Smith
- Richmond (Henryk VII) – Dominic West

## Nagrody i nominacje
Nagroda Akademii Filmowej
- Najlepsza scenografia – Tony Burrough (nominacja)
- Najlepsze kostiumy – Shuna Harwood (nominacja)

Złoty Glob
- Najlepszy aktor w filmie dramatycznym – Ian McKellen (nominacja)

Międzynarodowy Festiwal Filmowy w Berlinie
- Srebrny Niedźwiedź dla najlepszego reżysera – Richard Loncraine
- Złoty Niedźwiedź (nominacja)

BAFTA
- Najlepsza scenografia – Tony Burrough
- Najlepsze kostiumy – Shuna Harwood
- Nagroda im. Alexandra Kordy dla najwybitniejszego brytyjskiego filmu roku – Lisa Katselas Paré, Richard Loncraine, Stephen Bayly (nominacja)
- Najlepszy aktor pierwszoplanowy – Ian McKellen (nominacja)
- Najlepszy scenariusz adaptowany – Ian McKellen, Richard Loncraine (nominacja)